# Togea tenuiantennalis
Togea tenuiantennalis är en stekelart som först beskrevs av Tohru Uchida 1953.  Togea tenuiantennalis ingår i släktet Togea och familjen brokparasitsteklar. Inga underarter finns listade i Catalogue of Life.